# Lepiniopsis trilocularis
Lepiniopsis trilocularis är en oleanderväxtart som beskrevs av Markgraf. Lepiniopsis trilocularis ingår i släktet Lepiniopsis och familjen oleanderväxter. Inga underarter finns listade i Catalogue of Life.